# Lisa’s Rival
«Lisa’s Rival» (рус. Конкурентка Лизы) — второй эпизод шестого сезона «Симпсонов». Премьерный показ состоялся 11 сентября 1994 года. Это первый эпизод автора сценария Майка Скалли, режиссёр Марк Киркланд. Для озвучивания новой ученицы Спрингфилдской начальной школы, Элисон Тейлор, была приглашена Вайнона Райдер.

## Сюжет
Лиза опасается за свой статус лучшей ученицы в классе из-за новой ученицы — Элисон Тейлор. Последняя младше и умнее Лизы, а также лучше играет на саксофоне. На прослушивании к школьному концерту на соло саксофона Элисон побеждает Лизу. Намечается школьный конкурс диорамы, и Лиза узнаёт, что работа Элисон уже готова. Ей оказывается сцена из рассказа Эдгара Аллана По «Сердце-обличитель» (1843).
Барт предлагает Лизе помощь в саботаже работы Элисон. После продолжительной работы Лизе удаётся создать более сложную диораму — сцену из романа Чарльза Диккенса «Приключения Оливера Твиста» (1839), которая сразу же ломается, вылетев в окно от ветра. На конкурсе Барт отвлекает участников, и Лиза меняет диораму Элисон на коровье сердце.
Не выдержав несправедливой критики Элисон директором Скиннером, Лиза сознаётся в содеянном и возвращает диораму. На удивление девочек, Скиннер провозглашает победителем Ральфа Виггама с коллекцией фигур персонажей «Звёздных войн». Такой итог — скорбная плата миру мультсериала, выражение невозможности быть оцененным по заслугам из-за умственной ограниченности того, кто присуждает награды. Лиза извиняется перед Элисон, и они остаются подругами.

## Культурные отсылки
Эпизод содержит несколько отсылок на кино, телевидение, литературу и музыку. Например, охота ФБР за Милхаусом — пародия на боевик 1993 года «Беглец». Фильм пародируется в сцене, где Милхаус находится на конце водосточной трубы плотины, и ныряет в водопад, когда находится под прицелом агента ФБР, напоминающего Томми Ли Джонса, который произносит известную фразу из фильма: «Мне всё равно» (англ. I don't care).